# Rhagoletis adusta
Rhagoletis adusta är en tvåvingeart som beskrevs av Foote 1981. Rhagoletis adusta ingår i släktet Rhagoletis och familjen borrflugor. Inga underarter finns listade i Catalogue of Life.